# Christus, der ist mein Leben
Christus, der ist mein Leben (Christ, toi qui es ma vie), (BWV 95), est une cantate religieuse de Johann Sebastian Bach composée à Leipzig en 1723.

## Histoire et livret
Bach composé cette cantate durant sa première année à Leipzig pour le seizième dimanche après la Trinité qui tombait cette année le 12 septembre, jour où il la dirigea en première. Pour cette destination liturgique, trois autres cantates ont franchi le seuil de la postérité : les BWV 8, 27 et 161. 
Les lectures prescrites pour ce dimanche étaient Eph. 3:13-21, Paul priant pour la consolidation de la foi dans la congrégation d'Éphèse et Luc 7:11-17 l'élévation du garçon de Nain d'entre les morts. À l'époque de Bach, l'histoire se référait immédiatement à la résurrection des morts telle qu'exprimée par le désir de mourir bientôt. À l'époque de Bach, l'histoire se référait immédiatement à la résurrection des morts telle qu'exprimée par le désir de mourir bientôt. Comme l'avait fait Salomon Franck dans son texte pour la cantate Komm, du süße Todesstunde, BWV 161, composée à Weimar en 1715, le poète inconnu se concentre sur le désir de mourir dans l'espoir d'être relevé des morts comme le jeune homme de Nain. Le poète exprime cette pensée en incorporant quatre strophes de quatre chorals différents. Deux strophes de deux chorals sont déjà présentées dans le premier mouvement, « Christus, der ist mein Leben » (Iéna 1609) et « Mit Fried und Freud ich fahr dahin » de Martin Luther (1524), une paraphrase du « Nunc dimittis ». Le troisième mouvement reprend le « Valet will ich dir geben » de Valerius Herberger et le choral final reprend la quatrième strophe du « Wenn mein Stündlein vorhanden ist » de Nikolaus Herman.

## Structure et instrumentation
La cantate est écrite pour cor, deux hautbois d'amour, deux violons, alto, et basse continue, trois solistes vocaux (soprano, ténor, basse), violoncelle piccolo et chœur à quatre voix.
Il y a sept mouvements :
1. choral et récitatif (ténor) : Christus, der ist mein Leben
2. récitatif (soprano) : Nun, falsche Welt
3. choral (soprano) : Valet will ich dir geben
4. récitatif (ténor) : Ach könnte mir doch bald so wohl geschehn.
5. aria (ténor) : Ach, schlage doch bald, selge Stunde
6. récitatif (basse) : Denn ich weiß dies
7. choral : Weil du vom Tod erstanden bist

## Musique
La semaine précédente Bach avait inclus trois strophes d'un choral dans la cantate Warum betrübst du dich, mein Herz, BWV 138. Dans celle-ci il introduit quatre strophes de quatre hymnes funèbres différents dont les trois premiers mouvements combinent trois d'entre eux. Le premier choral sur une mélodie de Melchior Vulpius est inséré dans un concerto pour hautbois et cordes avec des motifs syncopés en parallèles de tierces et sixièmes. La mélodie de l'aria pour soprano est soutenue par le cor. La phrase « Sterben ist mein Gewinn » (la mort est ma récompense) est plus lente que les autres, suivant une tradition déjà observée par Johann Hermann Schein.
Le récitatif alterne les formes secco et accompagnato avec les mêmes motifs d'accompagnement que dans le choral. Le deuxième choral sur la mélodie de Luther est agrémenté d'une partie de violon indépendante, chaque ligne étant précédée d'une intervention du cor. Un récitatif secco mène au troisième choral, chanté par la seule soprano comme une aria accompagnée seulement par le continuo dans la première ligne mais par les hautbois pour le reste du texte, jouant une mélodie obligée à l'unisson.
La seule aria de la cantate est dominée par les hautbois et accompagnée des pizzicati des cordes pour symboliser le glas funèbre. Une partie de violon additionnelle, rayonne au-dessus du choral final à quatre voix.

## Source
- (en) Cet article est partiellement ou en totalité issu de l’article de Wikipédia en anglais intitulé « Christus, der ist mein Leben, BWV 95 » (voir la liste des auteurs).